# Абіна Данн
Пані Абіна М. Данн (англ. Abina M. Dann) — канадський дипломат. Надзвичайний і Повноважний Посол Канади в Україні.

## Біографія
Пані Абіна Данн має ступені бакалавра гуманітарних наук (політичні науки та історія), Університет Макгілла (1974) та магістра гуманітарних наук (політика Канади та міжнародні відносини), Університет Карлтон (1980). Аспірантура Центру міжнародних відносин ім. Везергеда Гарвардського університету.
З 1980 — працювала в Департаменті промисловості, торгівлі та комерції, згодом радником з питань торгівлі в Сан-Пауло, Гаазі та Нью-Йорку.
У 1986 — відкрила торгове представництво Канади в місті Мумбаї, Індія.
В Оттаві працювала в Департаменті закордонних справ та міжнародної торгівлі на посадах заступника директора відділу зв'язків з засобами масової інформації, директором управління зовнішньої політики та інформатики.
У 2001 — директор управління зв'язків з засобами масової інформації та комунікацій під час саміту країн Південної та Північної Америки.
Пані Данн працювала Прес-секретарем Міністра міжнародної торгівлі та Державного секретаря з питань закордонних справ.
До 2005 — директор управління зі зв'язків та розвитку бізнесу в Європі.
З 4 жовтня 2005 по серпень 2008 — Надзвичайний і Повноважний Посол Канади в Києві, Україна.